# Dolf Kloek
Adolf (Dolf) Kloek (Amsterdam, 3 september 1916 – Apeldoorn, 14 juni 2012) was een Nederlands schrijver die vooral bekend is geworden door zijn streekromans. Hij heeft ook gepubliceerd onder het pseudoniem Mas van Donck. 

## Leven en werk
Dolf Kloek heeft een groot aantal romans geschreven  met protestants-christelijke strekking, een bundel korte verhalen voor de jeugd, enkele meisjesverhalen, toneelstukken en een bundeltje met oorlogspoëzie.
In 1971 ontving hij de gouden medaille van de Internationale Kunstenaarsbond te Stockholm. In de beginjaren van de Evangelische Omroep was hij medewerker van deze stichting, met name als eindredacteur van het programmablad Visie. In Apeldoorn (in Park Berg en Bos) en op Terschelling organiseerde en regisseerde hij in de zomermaanden toneeluitvoeringen.
Kloek overleed op 14 juni 2012 op 95-jarige leeftijd in Apeldoorn.